# Franz Kuhn
Franz Walther Kuhn (10 Tháng ba năm 1884 – 22 tháng năm 1961) là một luật sư và dịch giả, được biết đến nhờ việc dịch thuật các tiểu thuyết Trung Quốc sang tiếng Đức, trong đó nổi tiếng nhất là bản dịch tác phẩm Hồng Lâu Mộng.

## Tiểu sử
Ông học luật tại trường Đại học Leipzig và Đại học Berlin, đã đậu kỳ thi của nhà nước vào năm 1908 và có bằng tiến sĩ năm 1909. Ông bắt đầu hành nghề luật sư tại Dresden năm 1909. Ông sớm được phân công theo đoàn đại biểu Đức tới Bắc Kinh với vai trò là một thông dịch viên, ông học tiếng Trung trong lúc đang học tại Berlin. Ông đẫ ở lại ở Trung quốc cho đến năm 1912.
Sau chiến Tranh thế Giới thứ nhất, Kuhn bắt đầu công trình dịch thuật các tác phẩm văn học Kinh điển Trung Hoa sang tiếng Đức. Sau đó, ông xảy ra mâu thuẫn với giới chức Đức Quốc xã, những người xem công trình của ông là nguy hại. Sau khi kết thúc của Chiến tranh thế giới thứ hai, công trình của ông dần được biết đến rộng rãi hơn và được ghi nhận. Ông được trao huân chương Cộng hòa Liên bang Đức vào năm 1952.
Jorge Luis Borges quy việc tìm thấy danh sách "paradoxical list of animals" cho Kuhn. Danh sách này là chủ đề cho rất nhiều bình luận thời hiện đại sau khi nó được trích dẫn bởi  Foucault. Tuy nhiên, sự quy kết của Borges là bằng chứng duy nhất cho thấy một công trình như vậy đã từng tồn tại hay Kuhn đã từng nhắc đến nó  (thật ra nó chỉ là một quy kết không có thật, xem Otras Inquisiciones).
Không nhầm lẫn Franz Kuhn với Franz Felix Adalbert Kuhn.

## Các bản dịch
- Chinesische Staatsweisheit, Darmstadt 1923
- Chinesische Meisternovellen, Leipzig 1926
- Eisherz und Edeljaspis oder Die Geschichte einer glücklichen Gattenwahl, Leipzig 1926
- Die Rache des jungen Meh oder Das Wunder der zweiten Pflaumenblüte, Leipzig 1927
- Das Perlenhemd, Leipzig 1928
- Kin Ping Meh oder Die abenteuerliche Geschichte von Hsi Men und seinen sechs Frauen, Leipzig 1930
- Fräulein Tschang, Berlin [u.a.] 1931
- Der Traum der rotten Kammer, Leipzig 1932
- Die Räuber vom Liang-Schan-Moor, Leipzig 1934
- Die Jadelibelle, Berlin 1936
- Das Juwelenkästchen, Dresden 1937
- Mao Thuẫn: Schanghai im Zwielicht, Dresden 1938
- Die dreizehnstöckige Pagode, Berlin 1939
- Mondfrau und Silbervase, Berlin 1939
- Die drei Reiche, Berlin 1940
- Das Rosenaquarell, Zürich 1947
- Das Tor der östlichen Blüte, Düsseldorf 1949
- Und Buddha lacht, Baden-Baden 1950
- Der Turm der fegenden Wolken, Freiburg i. Br. 1951
- Kin Ku Ki Kwan, Zürich 1952
- Goldamsel flötet am Westsee, Freiburg i. Br. 1953
- Wen Kang: Die schwarze Reiterin, Zürich 1954
- Blumenschatten hinter dem Vorhang, Freiburg i. Br. 1956
- Altchinesische Liebesgeschichten, Wiesbaden 1958
- Die schöne Li. Vom Totenhemd ins Brautkleid, Wiesbaden 1959
- Li Yü: Jou pu tuan, Zürich 1959
- Goldjunker Sung und andere Novellen aus dem Kin Ku Ki Kwan, Zürich 1960